# Glenea virens
Glenea virens là một loài bọ cánh cứng trong họ Cerambycidae.